# Glen Matlock
Glen Matlock (Londra, 27 agosto 1956) è un bassista britannico, membro originale del gruppo punk Sex Pistols.

## Biografia
Matlock, che aveva studiato alla scuola d'arte, si unì a Steve Jones e Paul Cook già nel 1972, quando il gruppo si chiamava ancora The Strand. Rimase nella band fino al 1977, pochi mesi prima della pubblicazione di Never Mind the Bollocks, Here's the Sex Pistols.
Subito dopo aver lasciato la band forma il gruppo new wave The Rich Kids, in compagnia del chitarrista Steve New e del cantante Midge Ure, che successivamente diventerà un membro degli Ultravox. Tuttavia il gruppo si rivela solo una breve parentesi della sua carriera, sciogliendosi nel 1978 dopo aver pubblicato un unico album di studio. Nel 1979 suonò insieme a Sid Vicious e a Iggy Pop, comparendo anche nell'album Soldier. Negli anni seguenti collabora con Johnny Thunders e forma vari gruppi come The Spectres e The London Cowboys.
Nel 1990 pubblica la sua autobiografia I Was a Teenage Sex Pistol e forma i The Role Models con ex membri dei Public Image Ltd.. Dopo aver pubblicato altri due album, uno con i The Philistines e il secondo, Who's He Think He Is When He's At Home?, da solista, torna nella formazione riunita dei Sex Pistols per i tour del 1996 e del 2002.
Matlock si è pronunciato pubblicamente contro la Brexit.

## Discografia parziale

### Solista

#### Album in studio
- 1996 - Who's He Think He Is When He's at Home?

### Con i Sex Pistols

#### Singoli
- 1976 - Anarchy in the U.K.
- 1976 - I Wanna Be Me
- 1977 - God Save the Queen
- 1977 - Pretty Vacant

## Libri
- (EN) I Was a Teenage Sex Pistol, Omnibus Press/Music Sales Ltd., 1990, ISBN 9780711918177.